# Жадан, Мария Андреевна
Мария Андреевна Жада́н (род. 6 февраля 1983, Москва) — российская волейболистка. Связующая. Мастер спорта России.

## Биография
Волейболом Мария Жадан начала заниматься в 6-летнем возрасте в одной из московских ДЮСШ. С 2000 выступала за МГФСО в суперлиге чемпионата России, а после расформирования команды в 2004 году принята в московское «Динамо», в составе которого дважды стала чемпионкой России. С 2007 на протяжении двух сезонов играла за белгородский «Университет-Белогорье» (с 2008 — «Университет-Технолог»), а с 2009 — за подмосковное «Заречье-Одинцово», которое в качестве капитана команды и основной связующей привела к званию чемпиона России 2010. В 2011 году Мария Жадан перешла в «Омичку», которую по ходу сезона вынуждена была покинуть из-за разногласий с возглавившим омскую команду Владимиром Кузюткиным. В 2012—2013 вновь выступала за московское «Динамо», а в 2013—2014 — за новоуренгойский «Факел».
В 2005 году главный тренер сборной России итальянец Джованни Капрара привлёк Марию Жадан к выступлениям за национальную команду страны. Первым турниром в составе сборной для волейболистки стал розыгрыш Кубка Ельцина, завершившийся победой российской команды, а 1 июля Жадан дебютировала уже в официальных соревнованиях в матче отборочного турнира чемпионата мира 2006 против сборной Чехии. Также спортсменка приняла участие в квалификации Гран-при-2006, а в сентябре всё того же 2005 года в составе национальной команды России стала бронзовым призёром чемпионата Европы, прошедшего в Хорватии. В дальнейшем Капрара сделал ставку на других связующих и Марию Жадан в сборную не вызывал.
В 2009 новый наставник главной команды страны Владимир Кузюткин, под чьим началом Жадан играла в Белгороде в 2007—2008 годах, вновь включил волейболистку в состав сборной России. Мария приняла участие в обоих официальных турнирах года — Гран-при и чемпионате Европы, играя роль второй связующей после Марины Шешениной.

### Клубная карьера
- 2000—2004 —  МГФСО (Москва);
- 2004—2007 —  «Динамо» (Москва);
- 2007—2009 —  «Университет-Белогорье»/«Университет-Технолог» (Белгород);
- 2009—2011 —  «Заречье-Одинцово» (Московская область);
- 2011—2012 —  «Омичка» (Омск);
- 2012 —  «Северсталь» (Череповец);
- 2012—2013 —  «Динамо» (Москва);
- 2013—2014 —  «Факел» (Новый Уренгой).

## Достижения

### С клубами
- трёхкратная чемпионка России — 2006, 2007, 2010;
  - двукратный серебряный призёр чемпионатов России — 2005, 2013;
- победитель розыгрыша Кубка России 2008;
  - двукратный серебряный призёр Кубка России — 2009, 2012;
  - трёхкратный бронзовый призёр Кубка России — 2005, 2006, 2010;
- серебряный призёр Лиги чемпионов ЕКВ 2007;
- серебряный призёр Кубка Топ-команд 2006.

### Со сборной России
- бронзовый призёр чемпионата Европы 2005;
- серебряный призёр Гран-при 2009;
- участница чемпионата Европы 2009;
- двукратный победитель Кубка Ельцина — 2005, 2009.